# 光岡早苗
光岡 早苗（みつおか さなえ、1935年1月5日 - ）は、朝鮮京城府出身の日本の女優である。一時期（1965年 - 1966年）、城山路子（しろやま みちこ）と改名した。人気喜劇俳優花菱アチャコの恋人役に抜擢された『初笑い寛永御前試合』（1953年）でデビュー、美空ひばりや片岡千恵蔵の主演作の脇役女優であったが、黎明期の成人映画界に飛び込み、若松孝二監督の初期作『歪んだ関係』（1965年）、アメリカやイギリスでも公開された『餌』（1966年）等の主演女優を務めたことで知られる。

## 人物・来歴

### 新東宝から東映へ
1935年（昭和10年）1月5日、日本統治時代の朝鮮の京城府（現在の大韓民国ソウル特別市）に建築設計技師の光岡基衛・とみ夫妻の娘として生まれる。1941年（昭和16年）4月、国民学校初等科（かつての尋常小学校）に同地で入学、1945年（昭和20年）8月15日の第二次世界大戦終結の前後に日本に引き上げる。
1950年（昭和25年）4月、千葉県千葉市にあった新制高等学校・聖書学園高等学校（現在の千葉英和高等学校）に入学するも、翌1951年（昭和26年）早々に中途退学し、同年、東京都渋谷区代々木の文化服装学院師範科に入学、同校在学中の1953年（昭和28年）、映画会社の新東宝にスカウトされ、「」として同社に入社する。同年12月28日に公開された、斎藤寅次郎監督の『初笑い寛永御前試合』に出演、主演の花菱アチャコの恋人・弥生役に抜擢されて、映画界にデビューしたとされる。ただし東京国立近代美術館フィルムセンターの所蔵作品データベースによれば、それに先立つ同年12月13日に公開された田中絹代の初監督作であり、第7回カンヌ国際映画祭に出品された『恋文』に出演しており、光岡の名がクレジットに残っている。その後、次第に脇に回り始め、1956年（昭和31年）いっぱいで東映に移籍した。
東映では当初、東映京都撮影所に在籍し、1957年（昭和32年）1月22日に公開された加藤泰監督の時代劇映画『恋染め浪人』が同社での最初の出演作である。加藤泰の作品には、新東宝時代に『逆襲大蛇丸』（1955年）にすでに出演している。翌1958年（昭和33年）早々に東映東京撮影所に異動、以降、数多くの映画に脇役・端役で出演する。テレビ映画にも出演しており、1962年（昭和37年）9月19日に放映された『特別機動捜査隊』第48回『ダイナマイト』（監督不明）ではゲスト主演を果たした。同撮影所に在籍した6年間に、わかっているだけでも出演作は60作を超えている。1964年（昭和39年）1月28日に放映されたテレビ映画『戦友』第18回『悲しき再会』（監督不明）にゲスト出演したのを最後に、東映を去った。

### 成人映画界へ転向
1964年4月に佐藤重雄が設立した映画製作会社・轍プロダクションが、大映東京撮影所を退社した水野洽を監督に起用して成人映画『危険な人妻』を製作、同年9月に公開されたが、光岡はこれに主演、以降、成人映画に転向する。轍プロダクションでは同年12月に公開された『女はそれを待っている』（監督経堂三郎）にも主演、本木荘二郎のシネユニモンドが製作・配給、本木が高木丈夫の名で監督、同年10月14日に公開した『洋妾 らしゃめん』、同じく公開日不明の『白い手袋の秘密』に主演している。本木の『洋妾 らしゃめん』を光岡の成人映画転向第1作とする資料もある。『日本映画発達史』の田中純一郎は、同書のなかで黎明期の成人映画界のおもな出演者として、扇町京子、橘桂子、城山路子、内田高子、香取環、新高恵子、松井康子、西朱実、朝日陽子、火鳥こずえ、華村明子、森美沙、湯川美沙、光岡早苗、路加奈子、有川二郎、里見孝二、川部修詩、佐伯秀男を挙げているが、城山路子と光岡早苗は同一人物であり、重複している。
同年11月に後藤充弘が設立した葵映画が第1作として製作した『赤い肌の門』の監督に『危険な人妻』の水野洽が起用されて片岡均の名で監督、同作の主演に光岡が起用され、同作は翌1965年（昭和40年）1月、葵映画が配給して公開された。光岡は同作をもって城山 路子と改名する。当時、光岡は、中野区城山町（現在の同区中野1丁目）に住んでいた。同じころNHK大阪放送局から葵映画に引き抜かれた西原儀一は、入社第1作として『激情のハイウェー』を監督しているが、当時の映倫（新映倫、映画倫理管理委員会）の削除基準を知り、急遽、当時としては短いわずか3日間の撮影期間と低予算で『いろ地獄』の製作を計画、城山（光岡）は同作の主演に起用された。映倫は同作を一般映画のサスペンス映画として評価、作品の評価も高かったが、成人映画として売り出したかったため、困ったと西原は後述している。同作は同年7月に映倫の審査を通過して成人映画にレイティングされ、同年9月7日に公開された。城山（光岡）はその後も葵映画で、水野洽が片岡均の名で監督した『流転の愛欲』（1965年9月公開）、西原儀一が千葉隆志の名で監督した『くずれる女』（1966年4月5日公開）の2本に出演、いずれも主演した。
1966年（昭和41年）8月に公開された『餌』（監督向井寛）に出演したのを最後に、引退した。引退時期に公開された最後の作品は、同年10月に公開された『女の砦』（監督片岡均）、『人妻の秘密』（監督山本晋也）である。以降は、東中野でバーを経営していたが、1977年（昭和52年）、小川欽也が小川和久の名で監督した『熟れた夫人の乱れ咲き』（製作・配給大蔵映画）に「光岡早苗」の名で出演している。同作は同年6月28日に公開された。光岡が経営したバーは、2005年（平成17年）の時点で経営者であった隆見夏子（小林悟夫人・初枝）によれば、ある時点で映画監督の小林悟（1930年 - 2001年）が同店の経営を引き継いだという。その後の光岡の消息は不明である。2008年（平成20年）、アメリカで『餌』のフィルムが発見され、同年5月13日にDVDが発売された。

## フィルモグラフィ

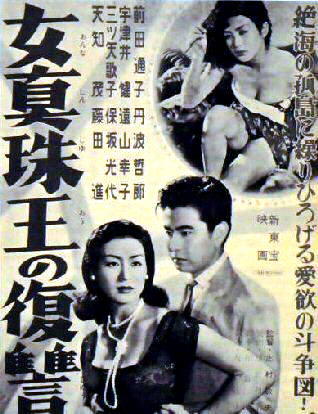
『女真珠王の復讐』（監督志村敏夫）のポスター、1956年7月5日公開。

『点と線』（監督小林恒夫）のポスター、1958年11月11日公開。

クレジットはすべて「出演」である。東京国立近代美術館フィルムセンター（NFC）等の所蔵状況についても記す。

### 新東宝
- 『恋文』 : 監督田中絹代、製作・配給新東宝、1953年12月13日公開 - 出演、97分の上映用プリントをNFCが所蔵
- 『初笑い寛永御前試合』 : 監督斎藤寅次郎、主演花菱アチャコ、製作・配給新東宝、1953年12月28日公開 - 弥生（デビュー作）
- 『一等マダムと三等旦那』 : 監督小森白、主演轟夕起子、製作・配給新東宝、1954年4月13日公開 - 清水地図子
- 『ハワイ珍道中』 : 監督斎藤寅次郎、製作・配給新東宝、1954年9月14日公開 - 出演、86分の上映用プリントをNFCが所蔵
- 『エノケンの天国と地獄』 : 監督佐藤武、製作・配給新東宝、1954年10月12日公開 - マサ子
- 『日本敗れず』 : 監督阿部豊、製作・配給新東宝、1954年10月26日公開 - 出演、102分の上映用プリントをNFCが所蔵
- 『逆襲大蛇丸』 : 監督加藤泰、製作・配給新東宝、1955年1月3日公開 - 出演、70分の上映用プリントをNFCが所蔵
- 『忍術児雷也』 : 監督萩原遼、製作・配給新東宝、1955年1月3日公開 - 出演、80分の上映用プリントをNFCが所蔵
- 『番場の忠太郎』 : 監督中川信夫、主演山田五十鈴・若山富三郎、製作・配給新東宝、1955年3月29日公開 - お登世、86分の上映用プリントをNFCが所蔵
- 『森繁のペテン王 わが名はペテン師より』 : 監督渡辺邦男、製作・配給新東宝、1955年8月14日公開 - 出演、91分の上映用プリントをNFCが所蔵
- 『息子一人に嫁八人』 : 監督志村敏夫、主演宇津井健、製作・配給新東宝、1955年12月6日公開 - 千代菊
- 『社長三等兵』 : 監督志村敏夫、主演田崎潤、製作・配給新東宝、1956年3月6日公開 - 富田徳子
- 『続・君ひとすじに』 : 監督志村敏夫、主演久保菜穂子、製作・配給新東宝、1956年5月1日公開 - 中塚琴美
- 『女真珠王の復讐』 : 監督志村敏夫、主演前田通子、製作・配給新東宝、1956年7月5日公開 - 戸田美代
- 『新妻鏡』 : 監督志村敏夫、主演池内淳子、製作・配給新東宝、1956年9月26日公開 - 女中きく
- 『軍神山本元帥と連合艦隊』 : 監督志村敏夫、主演佐分利信、製作・配給新東宝、1956年10月31日公開 - 小田光子

### 東映
- 『恋染め浪人』 : 監督加藤泰、主演大友柳太朗、製作東映京都撮影所、配給東映、1957年1月22日公開（映倫番号 10005） - おはや
- 『さけぶ雷鳥』 : 監督内出好吉、主演尾上鯉之助、製作東映京都撮影所、配給東映、1957年6月4日公開（映倫番号 10190） - 島琴路
- 『さけぶ雷鳥 第二部』 : 監督内出好吉、主演尾上鯉之助、製作東映京都撮影所、配給東映、1957年6月10日公開（映倫番号 10191） - 島琴路
- 『さけぶ雷鳥 解決篇』 : 監督内出好吉、主演尾上鯉之助、製作東映京都撮影所、配給東映、1957年6月18日公開（映倫番号 10192） - 島琴路
- 『素浪人忠弥』 : 監督佐伯清、主演片岡千恵蔵、製作東映京都撮影所、配給東映、1957年8月20日公開（映倫番号 10271） - 湯女お園
- 『曲馬団の娘』 : 監督小石栄一、主演中村雅子、製作東映東京撮影所、配給東映、1958年2月19日公開（映倫番号 10418） - よし子
- 『少年探偵団 透明怪人』 : 監督小林恒夫、主演波島進、製作東映東京撮影所、配給東映、1958年2月25日公開（映倫番号 10539） - 島田あき子
- 『デン助の陽気な靴みがき』 : 監督伊賀山正光、主演大宮敏光、製作東映東京撮影所、配給東映、1958年6月3日公開（映倫番号 10669） - サリー
- 『警視庁物語 魔の伝言板』 : 監督村山新治、主演神田隆、製作東映東京撮影所、配給東映、1958年6月22日公開（映倫番号 10608） - 横瀬の情婦
- 『空中サーカス 嵐を呼ぶ猛獣』 : 監督小石栄一、主演高倉健、製作東映東京撮影所、配給東映、1958年8月12日公開（映倫番号 10748） - バアのマダム
- 『波止場がらす』 : 監督伊賀山正光、主演南廣、製作東映東京撮影所、配給東映、1958年10月8日公開（映倫番号 10816） - お時
- 『点と線』 : 監督小林恒夫、主演南廣、製作東映東京撮影所、配給東映、1958年11月11日公開（映倫番号 10902） - とみ子、85分の上映用プリントをNFCが所蔵
- 『家族音楽会』 : 監督田代秀治、製作・配給東映教育映画部、1958年発表 - おばさん役、49分の上映用プリントをNFCが所蔵、東映チャンネルで放映
- 『盗まれた虚栄』 : 監督豊田敬太、製作・配給東映教育映画部、1958年発表、NETテレビが1959年6月18日放映 - 主演、22分の上映用プリントをNFCが所蔵
- 『母しぐれ』 : 監督和田篤人、製作東映東京撮影所、配給東映、1959年1月28日公開（映倫番号 11038） - 出演
- 『特ダネ三十時間 深夜の挑戦』 : 監督村山新治、製作東映東京撮影所、配給東映、1959年3月10日公開（映倫番号 11085） - 出演
- 『素晴らしき娘たち』 : 監督家城巳代治、製作東映東京撮影所、配給東映、1959年6月16日公開（映倫番号 11078） - 柳下ひろ、100分の上映用プリントをNFCが所蔵
- 『疑惑の夜』 : 監督小林恒夫、製作東映東京撮影所、配給東映、1959年6月30日公開（映倫番号 11271） - 出演
- 『父と娘』 : 監督小石栄一、製作東映東京撮影所、配給東映、1959年7月7日公開（映倫番号 11278） - 出演
- 『埠頭の縄張り』 : 監督佐伯清、製作東映東京撮影所、配給東映、1959年7月22日公開（映倫番号 11316） - 出演
- 『べらんめえ探偵娘』 : 監督佐伯清、主演美空ひばり、製作東映東京撮影所、配給東映、1959年9月23日公開（映倫番号 11386） - 出演
- 『高度7000米 恐怖の四時間』 : 監督小林恒夫、製作東映東京撮影所、配給東映、1959年9月30日公開（映倫番号 11367） - 出演
- 『特ダネ三十時間 午前零時の顔』 : 監督若林栄二郎、製作東映東京撮影所、配給東映、1959年10月13日公開（映倫番号 11329） - 出演
- 『特ダネ三十時間 拾った牝豹』 : 監督若林栄二郎、製作東映東京撮影所、配給東映、1959年10月20日公開（映倫番号 11328） - 出演
- 『べらんめえ芸者』 : 監督小石栄一、主演美空ひばり、製作東映東京撮影所、配給東映、1959年12月6日公開（映倫番号 11489） - 出演
- 『スピード狂時代 命を賭けて』 : 監督島津昇一、製作東映東京撮影所、配給東映、1959年12月20日公開（映倫番号 11471） - 出演
- 『天下の快男児 万年太郎』 : 監督小林恒夫、製作東映東京撮影所、配給東映、1960年1月15日公開（映倫番号 12010） - 出演
- 『続べらんめえ芸者』 : 監督小石栄一、主演美空ひばり、製作東映東京撮影所、配給東映、1960年3月1日公開（映倫番号 11849） - 出演、83分の上映用プリントをNFCが所蔵
- 『ずべ公天使』 : 監督小沢茂弘、製作東映東京撮影所、配給東映、1960年3月15日公開（映倫番号 11535） - 出演
- 『拳銃を磨く男 呪われた顔』 : 監督伊賀山正光、製作東映東京撮影所、配給東映、1960年4月12日公開（映倫番号 11609） - 出演
- 『多羅尾伴内 七つの顔の男だぜ』 : 監督小沢茂弘、製作東映東京撮影所、配給東映、1960年4月26日公開（映倫番号 11720） - 出演
- 『消えた密航船』 : 監督村山新治、製作東映東京撮影所、配給東映、1960年5月3日公開（映倫番号 11457） - 出演
- 『おれたちの真昼』 : 監督小林恒夫、製作東映東京撮影所、配給東映、1960年5月31日公開（映倫番号 11651） - 出演
- 『警視庁物語 血液型の秘密』 : 監督飯塚増一、製作東映東京撮影所、配給東映、1960年6月7日公開（映倫番号 11766） - 出演
- 『続ずべ公天使 七色の花嫁』 : 監督小石栄一、製作東映東京撮影所、配給東映、1960年6月14日公開（映倫番号 11687） - 出演
- 『警視庁物語 聞き込み』 : 監督飯塚増一、製作東映東京撮影所、配給東映、1960年6月21日公開（映倫番号 11761） - 出演
- 『東から来た流れ者』 : 監督和田篤人、製作東映東京撮影所、配給東映、1960年6月29日公開（映倫番号 11559） - 出演
- 『十七才の逆襲 暴力をぶっ潰せ』 : 監督日高繁明、製作第二東映東京撮影所、配給第二東映、1960年7月6日公開（映倫番号 11891） - 出演
- 『天下の快男児 突進太郎』 : 監督小林恒夫、製作東映東京撮影所、配給東映、1960年7月13日公開（映倫番号 11829） - 出演
- 『十七才の逆襲 向う見ずの三日間』 : 監督日高繁明、製作第二東映東京撮影所、配給第二東映、1960年8月24日公開（映倫番号 11938） - 出演
- 『風流深川唄』 : 監督山村聰、製作東映東京撮影所、配給東映、1960年9月13日公開（映倫番号 11941） - 出演、87分の上映用プリントをNFCが所蔵
- 『第三次世界大戦 四十一時間の恐怖』 : 監督日高繁明、製作第二東映東京撮影所、配給第二東映、1960年10月19日公開（映倫番号 11921） - 秋子、76分の上映用プリントをNFCが所蔵
- 『不良少女』 : 監督小林恒夫、製作東映東京撮影所、配給東映、1960年10月23日公開（映倫番号 11993） - 出演
- 『よわ虫つよ虫』 : 監督津田不二夫、製作・配給東映教育映画部、1960年発表 - 出演、30分の上映用プリントをNFCが所蔵
- 『べらんめえ芸者罷り通る』 : 監督小石栄一、主演美空ひばり、製作東映東京撮影所、配給東映、1961年1月9日公開（映倫番号 12116） - 松子
- 『警視庁物語 不在証明』 : 監督島津昇一、主演神田隆、製作東映東京撮影所、配給東映、1961年1月26日公開（映倫番号 12100） - 妻のぶ
- 『警視庁物語 十五才の女』 : 監督島津昇一、主演神田隆、製作東映東京撮影所、配給東映、1961年2月1日公開（映倫番号 12101） - 妻のぶ
- 『不敵なる脱出』 : 監督相野田悟、製作第二東映東京撮影所、配給ニュー東映、1961年2月22日公開（映倫番号 12001） - 出演
- 『若い涙を吹きとばせ』 : 監督小林恒夫、製作東映東京撮影所、配給東映、1961年3月7日公開（映倫番号 12218） - 出演
- 『アマゾン無宿 世紀の大魔王』 : 監督小沢茂弘、主演片岡千恵蔵、製作ニュー東映東京撮影所、配給ニュー東映、1961年4月21日公開（映倫番号 12322） - 精神病院の看護婦
- 『がめつい奴は損をする』 : 監督小石栄一、主演石井均、製作ニュー東映東京撮影所、配給ニュー東映、1961年5月10日公開（映倫番号 12243） - なか子、59分の上映用プリントをNFCが所蔵
- 『べっぴんさんに気をつけろ』 : 監督小石栄一、主演石井均、製作ニュー東映東京撮影所、配給ニュー東映、1961年5月17日公開（映倫番号 12242） - みどり
- 『次郎長社長と石松社員』 : 監督瀬川昌治、主演進藤英太郎、製作ニュー東映東京撮影所、配給ニュー東映、1961年5月21日公開（映倫番号 12355） - 女給カオル
- 『魚河岸の女石松』 : 監督工藤栄一、主演美空ひばり、製作ニュー東映東京撮影所、配給ニュー東映、1961年5月31日公開（映倫番号 12217） - ビート喫茶のマダム
- 『霧と影』 : 監督石井輝男、製作ニュー東映東京撮影所、配給ニュー東映、1961年8月26日公開（映倫番号 12503） - 飲み屋のおかみ
- 『万年太郎と姐御社員』 : 監督小林恒夫、製作ニュー東映東京撮影所、配給ニュー東映、1961年10月7日公開（映倫番号 12513） - 出演
- 『べらんめえ芸者と大阪娘』 : 監督渡辺邦男、主演美空ひばり、製作東映東京撮影所、配給東映、1962年2月7日公開（映倫番号 12670） - テレビのコマーシャルガール
- 『誇り高き挑戦』 : 監督深作欣二、主演鶴田浩二、製作東映東京撮影所、配給東映、1962年3月28日公開（映倫番号 12684） - ロバートの秘書、89分の上映用プリントをNFCが所蔵
- 『太平洋のGメン』 : 監督石井輝男、主演片岡千恵蔵、製作東映東京撮影所、配給東映、1962年4月22日公開（映倫番号 12774） - バーの女A、86分の上映用プリントをNFCが所蔵
- 『特別機動捜査隊』第48回『ダイナマイト』 : 監督不明、製作東映テレビプロダクション/NETテレビ、1962年9月19日放映（テレビ映画）
- ミステリーベスト21『濁った陽』 : 監督島津昇一、製作東映/NETテレビ、1962年12月28日放映（テレビ映画）
- 『ある日のバス通り裏 拾ったハンドバッグ』 : 監督太田浩児、企画住友銀行、製作東映商事、1962年発表（PR映画） - 岡本さん
- 『べらんめえ芸者と丁稚社長』 : 監督渡辺邦男、主演美空ひばり、製作東映東京撮影所、配給東映、1963年1月23日公開（映倫番号 13062） - 若葉
- 『民謡の旅 秋田おばこ』 : 監督渡辺邦男、主演美空ひばり、製作東映東京撮影所、配給東映、1963年6月9日公開（映倫番号 13179） - 梨枝
- 『警視庁物語 十代の足どり』 : 監督佐藤肇、主演神田隆、製作東映東京撮影所、配給東映、1963年7月7日公開（映倫番号 13037） - 女教師
- 『やくざの歌』 : 監督若林幹、主演千葉真一、製作東映東京撮影所、配給東映、1963年9月8日公開（映倫番号 13318） - 朱実
- 『ギャング忠臣蔵』 : 監督小沢茂弘、主演片岡千恵蔵、製作東映東京撮影所、配給東映、1963年10月20日公開（映倫番号 12979） - 芸者A
- 『戦友』第18回『悲しき再会』 : 監督不明、製作東映テレビプロダクション/NETテレビ、1964年1月28日放映（テレビ映画）

### 脱・大手以降
- 『危険な人妻』 : 監督水野洽、製作・配給轍プロダクション、1964年9月公開（成人映画・映倫番号 13777） - 主演
- 『洋妾 らしゃめん』 : 監督高木丈夫、製作・配給シネユニモンド、1964年10月14日公開（成人映画・映倫番号 13710） - 主演、67分の上映用プリントをNFCが所蔵
- 『女はそれを待っている』 : 監督経堂三郎、製作・配給轍プロダクション、1964年12月公開 - 主演、山形ドキュメンタリーフィルムライブラリーが70分の上映用プリントを所蔵
- 『白い手袋の秘密』 : 監督高木丈夫、製作・配給シネユニモンド、1965年公開 - 主演
- 『赤い肌の門』 : 監督片岡均（水野洽）、製作・配給葵映画、1965年1月公開（成人映画・映倫番号 13826） - 主演・「城山路子」名義
- 『盗まれた肌』 : 監督宮口圭、製作・配給轍プロダクション、1965年2月公開（成人映画・映倫番号 13800） - 主演・「城山路子」名義
- 『狙われた新妻』 : 監督星合雅人（星谷雅人）、製作・配給シネユニモンド、1965年5月公開（成人映画・映倫番号 13968） - 主演・「城山路子」名義
- 『いろ地獄』 : 監督西原儀一、製作・配給葵映画、1965年7月審査（成人映画・映倫番号 14084）・同年9月7日公開 - 重美役・「城山路子」名義
- 『悪の痴態』 : 監督東史朗、製作あづまプロダクション、配給国映、1965年7月公開 - 主演・「城山路子」名義
- 『処女未亡人』 : 監督片岡均（水野洽）、製作紫水プロダクション、配給東京三映社、1965年8月公開 - 主演・「城山路子」名義
- 『流転の愛欲』 : 監督片岡均（水野洽）、製作・配給葵映画、1965年9月公開 - 主演・「城山路子」名義
- 『歪んだ関係』 : 監督若松孝二、製作・配給国映、1965年9月公開（成人映画・映倫番号 14180） - 主演・「城山路子」名義
- 『女の性』 : 監督高木丈夫、製作シネユニモンド、配給明光セレクト、1965年10月5日公開（成人映画・映倫番号 14175） - 主演・「城山路子」名義
- 『肌のあやまち』 : 企画菜穂進、監督山下治、製作ナオプロダクション、配給国映、1965年11月公開（10月公開とも、成人映画・映倫番号 14230） - 主演・「城山路子」名義
- 『夜ごとの牝猫』 : 監督小川欽也、製作・配給大蔵映画、1965年11月23日公開（成人映画・映倫番号 14256） - 加藤邦子役（主演）・「城山路子」名義
- 『蠢き』 : 監督増田健太郎、製作日芸新社、配給国映、1965年12月公開 - バーのマダム洋子役（主演）・「城山路子」名義
- 『未亡人日記』 : 監督沢賢介、製作レンジャー、配給センチュリー映画社、1966年1月公開（1965年12月公開とも、成人映画・映倫番号 14324） - 祖父江貴子役（主演）・「城山路子」名義
- 『よろめき』 : 監督石山堅（石山聖）、製作・配給シバタフィルム、1966年3月8日公開（成人映画・映倫番号 14377） - 主演・「城山路子」名義
- 『くずれる女』 : 監督千葉隆志（西原儀一）、製作・配給葵映画、1966年4月5日公開（成人映画・映倫番号 14435） - 主演・「城山路子」名義
- 『浮気虫』 : 監督山下治、製作・配給双映、1966年6月公開 - 主演・「城山路子」名義
- 『未知のセックス』 : 監督山下治、主演香取環、製作双映、配給ワールド映画、1966年8月公開 - 出演・「城山路子」名義
- 『泣き濡れた処女』 : 監督飛田良、製作ヤマベプロダクション、配給大蔵映画、1966年8月公開（成人映画・映倫番号 14595） - 松江役・「城山路子」名義
- 『餌（英語版）』 : 監督向井寛、製作東京芸術映画、1966年8月公開 - 藤川静枝役・「城山路子」名義、米国でDVD発売
- 『女の砦』 : 監督片岡均（水野洽）、製作光映画、配給大蔵映画、1966年10月公開（成人映画・映倫番号 14646） - 出演・「城山路子」名義
- 『人妻の秘密』 : 監督山本晋也、製作青年群像、配給明光セレクト、1966年10月公開（成人映画・映倫番号 14695） - 出演・「城山路子」名義
- 『熟れた夫人の乱れ咲き』 : 監督小川和久（小川欽也）、製作・配給大蔵映画、1977年6月28日公開（成人映画・映倫番号 19112）

## ビブリオグラフィ
国立国会図書館蔵書等にみる書誌である。
- 「旬報無題欄 六十の手習い」 : 『キネマ旬報』1961年7月下旬号通号290号所収、キネマ旬報社、1961年7月発行、p.83.